# José Nicolás de Azara
José Nicolás de Azara, född den 5 december 1730, död den 26 januari 1804, var en spansk diplomat, bror till Félix de Azara.
Azara var 1765-98 spanskt sändebud i Rom och bidrog därunder till jesuitordens upphävande (1773) och var sedan sändebud i Paris. 
Han skapade stora konstsamlingar och gynnade konstnärerna under sin Romvistelse samt utgav sin vän Rafael Mengs arbeten.